# Mischa Mischakoff
Mischa Mischakoff, né Mischa Fischberg le 16 avril 1895 à Proskuriv (Empire russe) et mort le 1er février 1981 à Petoskey (Michigan, États-Unis) est un violoniste d'origine ukrainienne naturalisé américain en 1927. En tant que premier violon, il a conduit beaucoup des plus grands orchestres d'Amérique des années 1920 à 1960.

## Biographie
Mischa Fischberg naît à dans la communauté juive de Proskuriv (aujourd'hui Khmelnytskyï), en Ukraine. En 1921, il s'enfuit de Russie avec, entre autres, son ami et collègue, le violoncelliste Gregor Piatigorsky, avec qui il avait joué au Théâtre Bolchoï à Moscou. Mischakoff émigre aux États-unis plus tard dans l'année et est naturalisé citoyen américain en 1927.
Tout au long de sa vie, il dirige la section des cordes, successivement de l'Orchestre du conservatoire de Saint-Pétersbourg, l'Orchestre Philharmonique de Saint-Pétersbourg, le Théâtre Bolchoï de Moscou, l'Orchestre philharmonique de Varsovie, puis, après son arrivée aux États-unis, le New York Symphony sous la direction de Walter Damrosch (1920–1927), l'Orchestre de Philadelphie sous la baguette de Leopold Stokowski (1927–1930), l'Orchestre symphonique de Chicago avec Frederick Stock (1930–1937), le  Orchestre symphonique de la NBC sous la direction d'Arturo Toscanini (1937–1952), l'Orchestre symphonique de Detroit avec Paul Paray (1952–1968), ainsi que, jusqu'à sa retraite, le Orchestre symphonique de Baltimore. Il a collaboré longtemps avec le Chautauqua Symphonie
Mischa Mischakoff dirige également le Quatuor Mischakoff dans les différentes villes où il vit, lors des concerts hebdomadaires pendant de la saison estivale, et entre 1940 et 1952, enseigne à la Juilliard School de New York, puis à la Wayne State University (1952–1981), ainsi qu'à l’université de Boston et au Conservatoire américain de Chicago. Parmi ses élèves, on trouve Ani Kavafian, Joseph Silverstein, Isidor Saslav, Leonard Sorkin et David Cerone.
Mischakoff meurt le 1er février 1981 à Petoskey, dans le Michigan. Il possédait quatre violons de Stradivarius sur lesquels il a joué en tant que soliste et pour les récitals, ainsi qu'un certain nombre d'autres beaux violons de luthiers anciens et de luthiers contemporains.